# 米洛拉德·阿尔塞尼耶维奇
米洛拉德·阿尔塞尼耶维奇（羅馬化：Milorad Arsenijević，1906年6月6日—1987年3月18日），塞尔维亚足球运动员、教练。他曾带领南斯拉夫参加1948年和1952年夏季奥林匹克运动会足球比赛，获得二枚银牌。